# 碳化铍
碳化铍（化学式：Be2C）是一种金属碳化物。与金刚石类似，它是一种硬度很大的化合物。 它的硬度与金刚砂相当，可以在高压下进行加工，制成耐磨材料。这是一种透明的晶体，由于体系中的痕量碳难以除去，它的颜色可由琥珀色变化到深棕色。

## 结构
碳化铍为反萤石型晶体结构，形式上是甲烷的简单取代衍生物。因为C4-离子堆积形成的空隙很小，所以实际上只有半径很小的Be2+能形成M2C型碳化物，同族的其他元素镁、钙等由于Mg2+和Ca2+的半径较大，只能形成MC2型乙炔衍生物。

## 制备
碳化铍可以由金属铍与碳单质在超过900°C的高温下共热来制备，也可以在超过1500°C的条件下用碳还原氧化铍来得到它：
{\displaystyle {\rm {\ 2BeO+3C\rightarrow Be_{2}C+2CO}}}
该反应的温度控制非常重要，温度太低不能反应，太高的话碳化铍会分解成石墨和金属铍。

## 性质
碳化铍在水中非常缓慢地水解：
{\displaystyle {\rm {\ Be_{2}C+2H_{2}O\rightarrow 2BeO+CH_{4}}}}
正因为这样，用碳化铍作高温材料时必须涂上金属或含硅的釉，以免与大气中的水蒸气作用。
分解速率在无机酸存在下加快，因为氧化铍溶解促进了反应向正方向进行：
{\displaystyle {\rm {\ Be_{2}C+4H^{+}\rightarrow 2Be^{2+}+CH_{4}}}}
然而，在热的浓碱中反应非常迅速，产生碱金属的铍酸盐和甲烷：
{\displaystyle {\rm {\ Be_{2}C+4OH^{-}+2H_{2}O\rightarrow 2Be(OH)_{4}^{2-}+CH_{4}}}}
碳化铍与卤素反应生成卤化铍和碳：
{\displaystyle {\rm {\ Be_{2}C+2F_{2}\rightarrow 2BeF_{2}+C}}}

## 其他碳化铍
铍粉与干燥的乙炔在450°C下反应可以生成BeC2。